# Arborio (Reis)

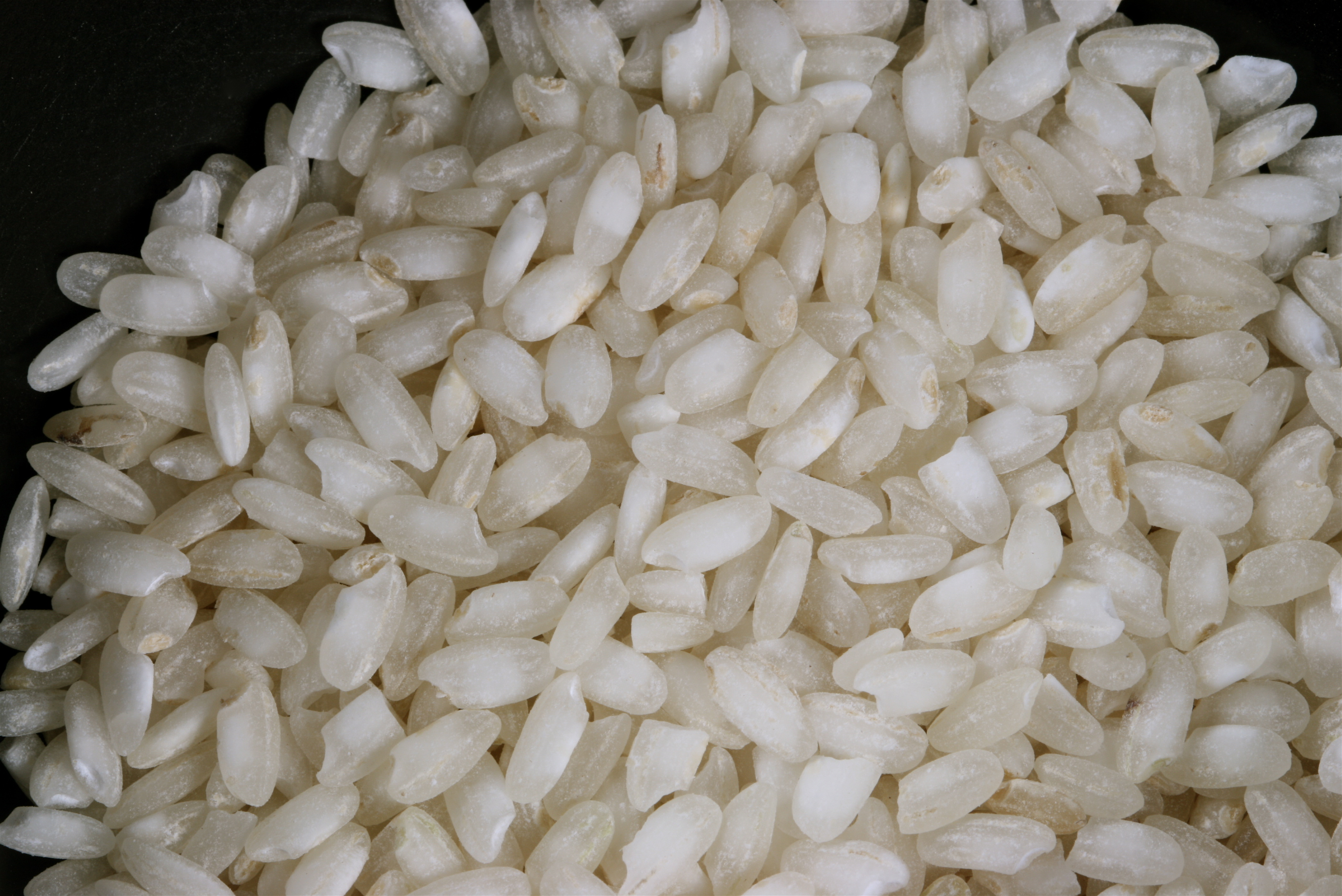
Arborioreis

Arborio ist ein Mittelkornreis der Kategorie Superfino, benannt nach der piemontesischen Stadt Arborio, in deren Umgebung seine Hauptanbaugebiete liegen. Er ist – wie auch Vialone und Carnaroli – besonders zur Zubereitung von Risotto geeignet.
Wie die beiden anderen Sorten hat Arborio einen besonders hohen Gehalt an Amylopektin (einer Stärke) und wird nur schwach poliert. Unter den italienischen Reissorten ist Arborio die mit den größten Körnern; deren Form ist rundlicher als die der anderen. Dank dieser Eigenschaften wird die Kochflüssigkeit sämig gebunden und die Körner bleiben bissfest („al dente“).
Unter den Risotto-Reissorten ist Arborio heute die am weitesten verbreitete.